# آندریا فئولا
آندریا فئولا (انگلیسی: Andrea Feola؛ زادهٔ ۲۶ ژوئن ۱۹۹۲) بازیکن فوتبال اهل ایتالیا است.
از باشگاه‌هایی که در آن بازی کرده‌است می‌توان به باشگاه فوتبال اتلتیکو آرتزو اشاره کرد.